# Elisabeth Kappaurer
Elisabeth Kappaurer est une skieuse alpine autrichienne, née le 30 septembre 1994.

## Biographie
Elle est présente sur le circuit de Coupe d'Europe depuis janvier 2013, obtenant son premier podium en décembre 2016 à Trysil (slalom géant). 
En 2014, elle est championne du monde junior de super combiné.
Elle prend son premier départ en Coupe du monde en octobre 2015 à Sölden.
Durant la saison 2016-2017, elle obtient ses premiers résultats dans les points dont une onzième place à Crans-Montana en combiné.
Avant le début de la saison 2018-2019, elle se blesse à l'entraînement, se brisant une jambe. Elle avait déjà manqué les Jeux olympiques de 2018 à cause d'une fracture du métacarpe.

## Palmarès

### Coupe du monde
- Meilleur classement général : 68e en 2018.
- Meilleur résultat : 11e.

#### Classements
| Saison | Général | Slalom | Slalom géant | Super G | Descente | Combiné |
| ------ | ------- | ------ | ------------ | ------- | -------- | ------- |
| 2017   | 75e     | 43e    | 41e          | —       | —        | 15e     |
| 2018   | 68e     | —      | 25e          | —       | —        | —       |

### Championnats du monde junior
- Jasna 2014 :
  -  Médaille d'or au super combiné.

### Coupe d'Europe
- 1 victoire.

### Championnats d'Autriche
- Championne du slalom géant en 2017 et 2018.